# ウォーバーグ研究所
ウォーバーグ研究所（ウォーバーグけんきゅうじょ、The Warburg Institute）は、人文科学を専門とするロンドン大学の付属研究所で、高名な美術史研究者だったアビ・ヴァールブルクによって設立された。ルネサンス期の文化史・精神史に関する研究で知られ、とくに20世紀の美術史学に大きな影響を与えた。
この研究所は1921年、すでにルネサンス美術の研究家として知られていたアビ・ヴァールブルク(1866-1929) によってドイツのハンブルクで創設された。裕福なユダヤ人銀行家の一族に産まれた彼は、ルネサンス美術と向き合うさいに精神史と文化史を融合する独自のアプローチを開拓し、その研究のために膨大な書籍や視覚資料を収集していた（一家の相続権を放棄する代わりに、書籍の購入など生涯を通じた研究費用を、一族に対して保証させたと言われる）。これを友人のフリッツ・ザクスルに委託、公共の研究機関として開放したのが現在のウォーバーグ研究所の母胎となっている。
図書室を中心とするこの組織はヴァールブルクの死後も活動を続けていたが、ナチスの台頭とともに存続が危ぶまれるようになり、1933年、6万冊にのぼる蔵書や資料がロンドンへ移された。1944年からはロンドン大学の付属研究所の一つとして運営されている。
現在35万冊にのぼる蔵書は一部の希少図書をのぞいて開架書庫に並べられており、研究者には無料で開放されている。蔵書はヴァールブルクがハンブルクで進めていた収集方針を踏襲し、美術史関連から政治史・社会史を含めた、あらゆる人文領域の書籍が収められている。また書籍に加えて、ヴァールブルクが残した自筆のメモや原稿類、彼が収集していた写真・版画などの視覚資料コレクションも保管されている。
現在は研究者のほか司書やアーカイブスの管理担当者を置き、学術誌の発行や、幅広い題材を扱う講演会・シンポジウムの開催、若い研究者のフェローシップ主宰など、芸術学の振興拠点として活発な活動を続けている。

## 学術的意義
ウォーバーグ研究所に集まった研究者たちは一つの雑誌や学会だけを舞台に活動していたわけではないが、その関心領域や研究手法には創設者のヴァールブルクの影響が色濃く残っていると見なされることが多く、「ワールブルク学派」などと呼ばれることがある。
初代の研究所所長フリッツ・ザクスルによれば、創設時の研究所の目的は、古代世界が以後の西欧文化に与えた影響の本質と、その伝播経路を解明することだった。とりわけ15世紀イタリア美術に現れたさまざまなイメージを、当時の人々の精神生活のうちに再現することが目指され、そのために当時の文学や神学・哲学、さらに社会や経済まであらゆる要素が考証可能な文献から動員された。
ルネサンス研究の開拓者ヤーコプ・ブルクハルトの系譜に連なるこうした関心の広範さ、そのために動員される方法論の学際性といった特徴は、その後の研究所での活動を方向づけて様々な成果を生み出した。とくに美術史学においては、創設当初の研究所と深い関わりをもったエルヴィン・パノフスキーが、現在でも美術史学の主要な方法論となっている「イコノロジー」の体系化を推し進めた。以後もE. H. ゴンブリッチや、ルドルフ・ウイトコウアー、レイモンド・クリバンスキーなど、20世紀前半の美術史学を主導した研究者たちにウォーバーグ研究所とつながりのある名前は数多い。とりわけルネサンス精神史研究で知られるフランセス・イエイツの著作群には、図書室をはじめとする研究所の蓄積が大きく貢献している。
2000年代以降のウォーバーグ研究所ではイスラーム世界をテーマとするシンポジウムを度々開催しており、イスラーム圏から研究者が参加した「イスラームとイタリア・ルネサンス」(2000年)、「4〜10世紀のアラビア哲学」(2008年）のように、対象とする地域・時代の幅広さや学際性といった研究所当初の気風は今でも受け継がれている。